# José Villanueva
José Villanueva, född 19 mars 1913 i Binondo i Manila, död 1983, var en filippinsk boxare.
Villanueva blev olympisk bronsmedaljör i bantamvikt vid sommarspelen 1932 i Los Angeles.